# ازدارتپه
ازدارتپه، روستایی است از توابع بخش مرکزی شهرستان آزادشهر در استان گلستان ایران.

## پیشینه تاریخی
با توجه به کشف کوره آجرپزی قدمت تاریخی آن به بیش از ۷۰۰ سال می‌رسد.

## نام‌گذاری
از دو کلمه ازدار و تپه تشکیل شده است. ازدار محلی درخت آزاد می‌باشد نام درختی است که در تمام جنگل‌های شمال از آستارا تا گلی داغ وجود دارد. تپه منظور از تپه غرب روستا که از قدمت تاریخی برخوردار بوده که شاخصه بارز روستا برای شناسایی محسوب شده است که جذابیت تپه در زمینه رویش انبوه و چشمگیر درختان ازدار منجر به نامگذاری روستا گردیده است.

## موقعیت جغرافیایی
این روستا ضلع شرقی آزادشهر و در دهستان خرمارود شمالی قرار دارد. روستا در ۳۷ درجه و۵ دقیقه عرض شمالی و۵۵درجه و۱۲ دقیقه طول شرقی واقع شده و چسبیده به شهر است و مرز آزادشهر و این روستا یک پل ۲۰ متری می باشد. از شمال به اراضی زراعی، از غرب و جنوب غربی به شهر آزادشهر، از جنوب و جنوب شرقی به سرکهریزا و از جنوب به فاضل آباد و خاندوز سادات و از شرق به نوده حاجی لر و نوده خاندوز محدود می‌شود.

## امکانات
این روستا دارای امکانات نظیر آب و برق و گاز و تلفن ,مسکن مهر، خانه بهداشت،مرکز بهداشت ، ٢دبستان، ٢ دبیرستان، سالن ورزشی، پست بانک، ۵ مسجد، مرکز آموزش فنی و حرفه‌ای و مدرسه استثنایی امید استان ، زمین چمن و در اطراف آن دادگستری، فرمانداری، دانشگاه آزاد اسلامی و بیمارستان تازه تأسیس قرار دارد.

## مردم
دارای قومیت‌های سیستانی و ترک قزلباش، فارس و بلوچ می‌باشد.

## جمعیت
براساس سر شماری سال ۱۳۹۵، جمعیت آن حدود ۱۵۰۰ خانوار و ۵۵۰۱ نفر می‌باشد.

## دین و مذهب
اهل تسنن را قوم بلوچ و تشیع را بقیه اقوام تشکیل می‌دهند.

## آئین‌ها و بازی‌های سنتی
۱-اوزگ اوزگ (گل یا پوچ) ۲-آله چمیلک ۳-باقلانده باقلانده (عمو زنجیرباف) ۴-نوروزا گز گز ۵-قوده قوده (آفتاب کن آفتاب کن) ۶-پاچوبه سواری ۷- دویدن با کیسه گونی ۸- چلیگ تیاق ۹- هفت سنگ ۱۰- یک قول دو قول ۱۱- اوشتک سواری (تاب بازی) ۱۲-طناب کشی ۱۳-وری (تخم مرغ جنگی) ۱۴-تک بازی (تشله بازی) ۱۵- ترنا بازی (پادشاه وزیر) ۱۶-چوب بازی سیستانی که شامل دوچوبه؛سه چاپی ورقص شمشیر و..می باشد که توسط موسسه فرهنگی و هنری بنیادنیمروز درحال احیا وگسترش می باشد ۱۷-کبدی محلی

## غذاهای سنتی و محلی
۱- نان روغنی (چلپک یا قتلمه) ۲- نان اسفناجی(بورک) ۳- نان زردچوبه‌ای ۴- نان سیچو ۵-نان کماج ۶-نان کاک ۷-نان خرمایی ۸- نان روغنی بورکی ۹- ترشو ۱۰-قرتو (کشک) ۱۱-یونله ترشو (اشکنه) ۱۲-چکو ۱۳-آش خمیری ۱۴-ماست توه (آش ماست) ۱۵- سلف خورش ۱۶-مرجمک خورش ۱۷-سوتله آش ۱۸- قارمه (استانبولی فارسی) (چکدرمه ترکمنی) ۱۹خورش آچار ۲۰-آبگوشت٢١-کته گوجه ٢٢-کته حبوبات ٢٣-کدو خورشت ٢۴-آلو خورشت٢٥- آش رشته ٢۶- خورشت گوجه بادمجان٢٧-تجگی سیستانی٢٨-اوجیزک٢٩-اوپورتک30.چلبک وبورک سیستانی که توسط بنیادنیمروزسیستانیها جشنواره بورک در استان گلستان برگزار گردید